# Ернст-Август Герке
Ернст-Август Герке (нім. Ernst-August Gerke; 9 травня 1921, Оснабрюк — 17 березня 1997) — німецький офіцер-підводник, оберлейтенант-цур-зее крігсмаріне.

## Біографія
1 грудня 1939 року вступив на флот. З 22 вересня по 10 жовтня 1943 року — командир підводного човна U-377, на якому здійснив 1 похід (19 днів у морі), з травня по 29 червня 1944 року — U-382 (1 похід, 10 днів у морі), з 30 червня по 20 липня 1944 року — U-650, з 1 серпня по 24 жовтня 1939 року — U-673 (2 походи, разом 39 днів у морі), з 1 березня по 9 травня 1945 року — U-3035.

## Звання
- Кандидат в офіцери (1 грудня 1939)
- Фенріх-цур-зее (1 листопада 1940)
- Оберфенріх-цур-зее (1 листопада 1941)
- Лейтенант-цур-зее (1 квітня 1942)
- Оберлейтенант-цур-зее (1 грудня 1943)

## Нагороди
- Нагрудний знак підводника (18 вересня 1941)
- Залізний хрест
  - 2-го класу (вересень 1942)
  - 1-го класу (1943)